# Аб Треслінґ
Аб Треслінґ (нід. Ab Tresling, 4 травня 1909 — 29 жовтня 1980) — нідерландський хокеїст на траві.
Срібний призер Олімпійських Ігор 1928 року.